# Fritz Leandré
Fritz Leandré (13 de março de 1948) é um ex-futebolista profissional haitiano que atuava como atacante.

## Carreira
Fritz Leandré fez parte do elenco histórico da Seleção Haitiana de Futebol, na Copa do Mundo de 1974, ele teve uma presença.

## Ligações Externas
- Perfil em Fifa.com (em inglês)